# لیساندرو مارتینز
لیساندرو مارتینز (انگلیسی: Lisandro Martínez؛ زادهٔ ۱۸ ژانویهٔ ۱۹۹۸) بازیکن فوتبال اهل آرژانتین است که در پست مدافع میانی برای باشگاه منچستر یونایتد در لیگ برتر انگلستان و تیم ملی آرژانتین بازی می‌کند.
از باشگاه‌هایی که در آن بازی کرده‌است می‌توان به باشگاه نیولز اولد بویز و آژاکس اشاره کرد.
وی همچنین در تیم‌های ملی فوتبال زیر ۲۰ سال آرژانتین، زیر ۲۳ سال آرژانتین و تیم ملی آرژانتین بازی کرده‌است.
در فصل ۲۰۲۲-۲۳ در بازی با سویا در لیگ اروپا مصدوم شد و فصل را به کل از دست داد